# Eudonia opostactis
Eudonia opostactis là một loài bướm đêm trong họ Crambidae.